# Ernest Lawrence
Ernest Orlando Lawrence (n. 8 august 1901, Canton⁠(d), Dakota de Sud, SUA – d. 27 august 1958, Palo Alto, California, SUA) a fost un fizician american, laureat al Premiului Nobel pentru Fizică în 1939, cunoscut pentru inventarea, utilizarea și îmbunătățirea ciclotronului, începând cu 1929, și pentru lucrările sale din domeniul separării izotopilor de uraniu în cadrul Proiectului Manhattan.
A avut o carieră îndelungată la Universitatea Berkeley din California, unde a fost profesor de fizică. Elementul chimic numărul 103 este numit "lawrenciu" în cinstea lui.